# Manfred Kallenbach

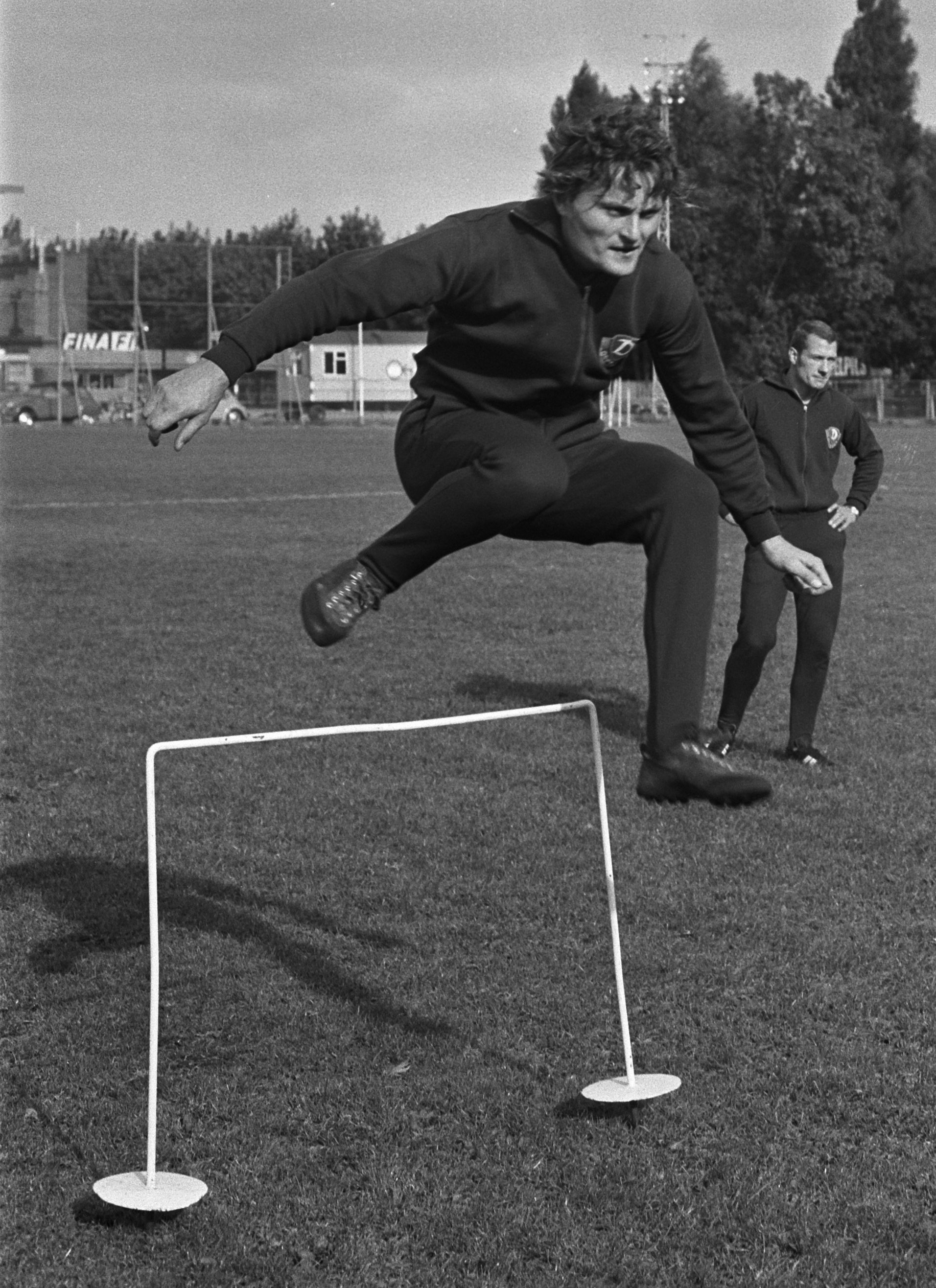
Manfred Kallenbach springt über eine Hürde, im Hintergrund steht Siegfried Gumz (1971)

Manfred Kallenbach (* 8. April 1942 in Dresden; † 21. April 2010 ebenda) war Fußballtorwart in der DDR-Oberliga. In der obersten ostdeutschen Spielklasse spielte er für die SG Dynamo Dresden und die BSG Stahl Riesa. Mit Dynamo Dresden wurde er zweimal DDR-Meister und gewann 1971 den DDR-Fußballpokal.

## Dynamo Dresden
Kallenbach begann seine sportliche Laufbahn als Handballtorwart bei der Dresdner Betriebssportgemeinschaft Einheit Dresden Süd. 1960 wechselte er als Fußballtorhüter zur SG Dynamo Dresden und durchlief dort alle Nachwuchsmannschaften. Nachdem er die Schulausbildung abgeschlossen hatte, absolvierte er eine Lehre zum Dekorationsmaler. Als sich 1966 das Ende der Oberligalaufbahn des Stammtorhüters Peter Noske abzeichnete, holte Trainer Manfred Fuchs den 24-jährigen Kallenbach in die Oberligamannschaft und setzte ihn zwischen dem 19. und 23. Oberligaspieltag als Torwart ein. Sein erstes Oberligaspiel bestritt Kallenbach am 19. März 1966 in der Partie FC Karl-Marx-Stadt – Dynamo Dresden (1:2). Nachdem Noske zur Saison 1966/67 aus dem Oberligateam ausgeschieden war, wurde Kallenbach zum Stammtorwart der 1. Mannschaft befördert und absolvierte in dieser Saison 25 der 26 ausgetragenen Punktspiele. 1968 stieg Kallenbach mit Dynamo Dresden aus der Oberliga ab. In der anschließenden Spielzeit in der zweitklassigen DDR-Liga 1968/69 wurde er von Peter Meyer als Stammtorwart abgelöst und kam nur in fünf der 30 Punktspiele zum Einsatz. Nachdem Dresden die sofortige Rückkehr in die Oberliga geschafft hatte, war Kallenbach auch in der neuen Oberligasaison 1969/70 nur Reservetorwart hinter Meyer, kam aber in der Rückrunde noch zu zehn Punktspieleinsätzen. Im Frühjahr 1970 eroberte Kallenbach seinen Stammplatz im Dynamotor zurück. Er behielt ihn auch in der Saison 1970/71, in der er in alle 26 Punktspielen bestritt. Am Saisonende hatte er mit seiner Mannschaft die DDR-Fußballmeisterschaft gewonnen und wurde zusätzlich am 2. Juni 1971 auch noch Pokalsieger nach einem 2:1-Sieg über den BFC Dynamo. 1971/72 bestritt Kallenbach 16 Oberligaspiele, wurde aber vom 18. Spieltag an vom 20-jährigen Claus Boden abgelöst. Dieser übernahm ab 1972/73 den Stammplatz im Dresdner Tor, und Kallenbach kam nur noch einmal am dritten Spieltag als Einwechselspieler zum Einsatz. Es war sein letztes von insgesamt 105 Oberligaspielen für Dynamo Dresden, außerdem hatte er in fünf Europapokalspielen der Dresdner mitgewirkt. Durch seinen Kurzeinsatz konnte er sich ein zweites Mal mit dem DDR-Meistertitel schmücken, den Dynamo 1973 erneut gewann.

## Stahl Riesa
Zu Beginn der Saison 1973/74 wechselte Kallenbach zum Oberligaaufsteiger Stahl Riesa. Doch auch in Riesa kam er nicht mehr über die Reservistenrolle hinaus und stand deutlich im Schatten des Stammtorwarts Wolfgang Scharf. 1973/74 stand Kallenbach zehnmal im Riesaer Tor, 1974/75 nur in zwei Oberligaspielen. Nach dem Abschluss dieser Spielzeit beendete der inzwischen 33-Jährige seine Fußball-Karriere. Mit seinen zwölf Riesaer Oberligaeinsätzen war er innerhalb von zehn Jahren auf 117 Erstligaspiele gekommen.